# Ismaning Challenger
L'Ismaning Challenger, noto come Wolffkran Open per motivi di sponsorizzazione, è un torneo professionistico di tennis maschile giocato sul sintetico indoor, che fa parte dell'ATP Challenger Tour. Si gioca annualmente al Tennis Club Ismaning e.V. di Ismaning, in Germania, dal 2017.

## Albo d'oro

### Singolare
| Anno | Campione           | Finalista               | Punteggio              |
| ---- | ------------------ | ----------------------- | ---------------------- |
| 2023 | Antoine Bellier    | Maximilian Marterer     | 7–6(5), 6(5)–7, 7–6(6) |
| 2022 | Quentin Halys      | Max Hans Rehberg        | 7–6(6), 6–3            |
| 2021 | Oscar Otte         | Lukáš Lacko             | 6–4, 6–4               |
| 2020 | Marc-Andrea Hüsler | Botic van de Zandschulp | 6(3)–7, 7–6(2), 7–5    |
| 2019 | Lukáš Lacko        | Maxime Cressy           | 6–3, 6–0               |
| 2018 | Filippo Baldi      | Gleb Sakharov           | 6–4, 6–4               |
| 2017 | Yannick Hanfmann   | Lorenzo Sonego          | 6–4, 3–6, 7–5          |

### Doppio
| Anno | Campione                              | Finalista                          | Punteggio           |
| ---- | ------------------------------------- | ---------------------------------- | ------------------- |
| 2023 | Sriram Balaji Andre Begemann          | Constantin Frantzen Hendrik Jebens | 7–6(4), 6–4         |
| 2022 | Michael Geerts Patrik Niklas-Salminen | Fabian Fallert Hendrik Jebens      | 7–6(5), 7–6(8)      |
| 2021 | Andre Begemann Igor Zelenay           | Marek Gengel Tomáš Macháč          | 6–2, 6–4            |
| 2020 | Andre Begemann David Pel              | Lloyd Glasspool Alex Lawson        | 5–7, 7–6(2), [10–4] |
| 2019 | Quentin Halys Tristan Lamasine        | James Cerretani Maxime Cressy      | 6–3, 7–5            |
| 2018 | Purav Raja Antonio Šančić             | Rameez Junaid David Pel            | 5–7, 6–4, [10–5]    |
| 2017 | Marin Draganja Tomislav Draganja      | Dustin Brown Tim Pütz              | 6(1)–7, 6–2, [10–8] |